# Pedro Roig
Pedro Roig Junyent (en catalán: Pere Roig i Junyent, nacido el 22 de diciembre de 1938 en Tarrasa, Cataluña y fallecido el  2 de noviembre de 2018) fue un jugador de hockey sobre hierba español. Su logro más significativo fue una medalla de bronce en los juegos olímpicos de Roma 1960 con la selección de España, siendo esta su única participación en Juegos Olímpicos.